# Boubacar Kébé
Boubacar Djeidy Kébé (Uagadugú, Burkina Faso, 10 de mayo de 1987), futbolista burkinés, de origen maliense. Juega de delantero y su actual equipo es el RC Strasburgo de la Ligue 2 de Francia. 

## Selección nacional
Ha sido internacional con la Selección de fútbol de Burkina Faso Sub-23.

## Clubes
| Club                 | País    | Año       |
| -------------------- | ------- | --------- |
| Girondins de Burdeos | Francia | 2005-2006 |
| FC Libourne          | Francia | 2006-2008 |
| Olympique de Nimes   | Francia | 2008      |
| RC Strasburgo        | Francia | 2008-     |

- Datos: Q631421